# Euchromadora meadi
Euchromadora meadi är en rundmaskart som beskrevs av Christian Wieser och Stephen Donald Hopper 1967. Euchromadora meadi ingår i släktet Euchromadora och familjen Chromadoridae. Inga underarter finns listade i Catalogue of Life.